# Tricliceras
Tricliceras é um género botânico pertencente à família Turneraceae.
1. ↑  «Tricliceras — World Flora Online». www.worldfloraonline.org. Consultado em 19 de agosto de 2020